# Route 382 (Terre-Neuve-et-Labrador)
Pour les articles homonymes, voir Route 382.
La route 382 est une route tertiaire de la province de Terre-Neuve-et-Labrador d'orientation nord-sud située dans le nord de l'île de Terre-Neuve, dans la région de Robert's Arm. Elle dessert les îles Pilley et Long. Elle connecte la route 380 à Beaumont North, et possède un traversier reliant les 2 îles. Route faiblement empruntée, elle est une route alternative de la 380, mesure 17 kilomètres, est nommée Long Island Tickle Road, et est une route de gravier sur ses 8 premiers kilomètres (sur l'île Pilley), alors qu'elle devient une route asphaltée sur ses 9 derniers kilomètres (sur l'île Long).

## Communautés traversées
- Pilley's Island
- Lushes Bright
- Beaumont
- Beaumont North